# 索爾斯伯利女伯爵瑪格麗特·波爾
索爾斯伯利女伯爵瑪格麗特·波爾（Margaret Pole, Countess of Salisbury，1473年8月14日—1541年5月27日）是克拉倫斯公爵喬治·金雀花的女兒，屬於約克王朝的成員。

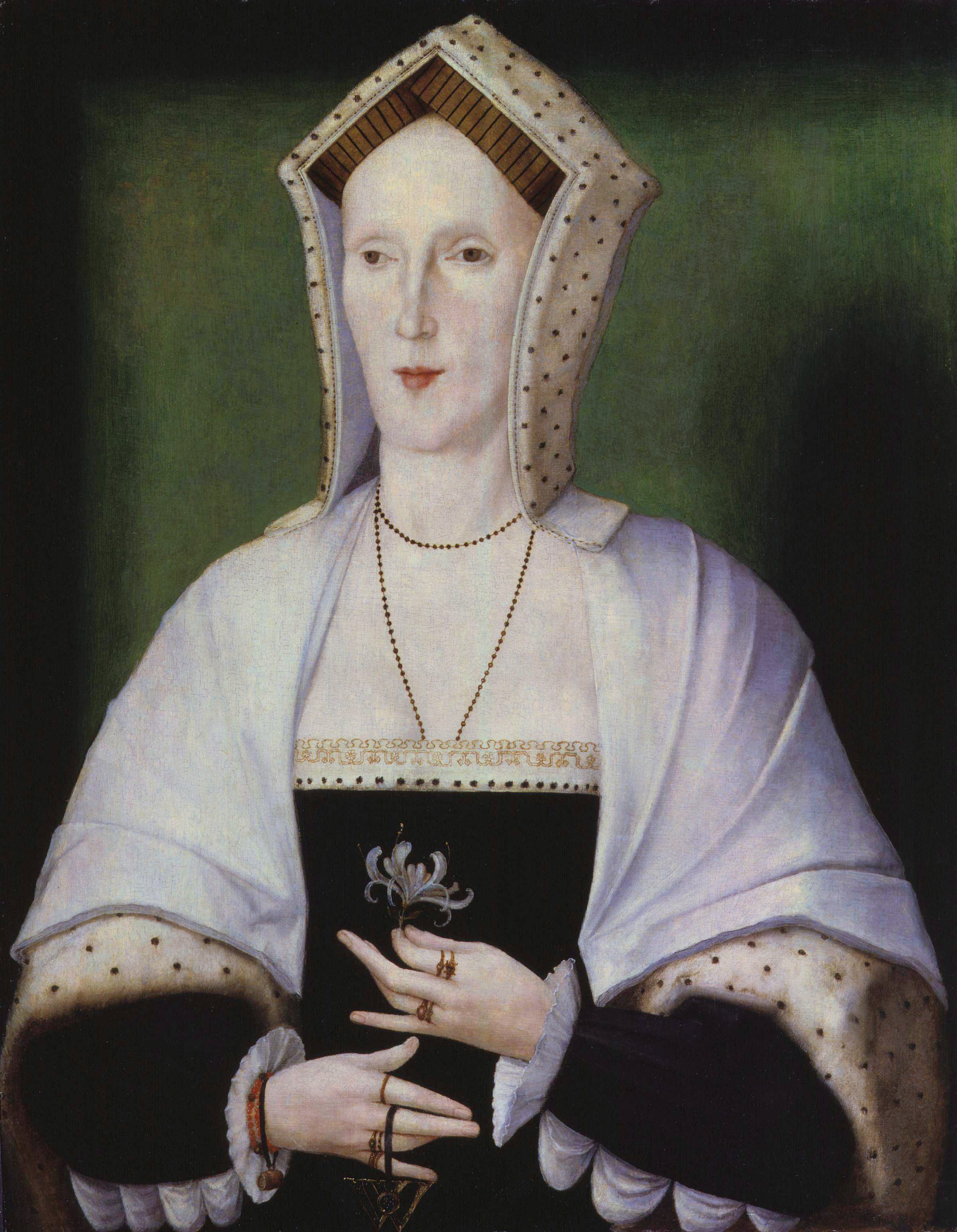
瑪格麗特·波爾

她的母親，伊莎貝爾·內維爾，在生下次子理查後不久就去世。克拉倫斯公爵將此事歸咎於由伊麗莎白·伍德維爾（愛德華四世之妻）推薦的產婆，之後與愛德華四世決裂叛變，1478年克拉倫斯公爵被愛德華四世因叛國罪處決。1483年愛德華四世去世，理查三世將其兩個兒子關進倫敦塔（參見塔中的王子）便即位。1485年打敗理查三世後，登基的亨利七世讓瑪格麗特嫁給理查·波爾。1512年瑪格麗特獲封索爾斯伯利女伯爵。1541年他被亨利八世以叛國罪處死。在1556年至1558年擔任坎特伯雷大主教的雷金納德·波爾是她的兒子。